# Протези нижніх кінцівок
Протези нижніх кінцівок надають змогу людям, які пережили ампутацію або позбавлені кінцівок від народження, адаптуватися у повсякденному житті та повноцінно функціонувати у суспільстві, включно із можливістю самостійно себе обслуговувати, працювати та займатися фізичною культурою і спортом. Сучасні протези є модульними, їхні частини призначені для комбінації при складанні індивідуального протеза, а новітні технології та матеріали дозволяють створювати вироби, які дають змогу повернутися до повноцінного життя.
Протези можуть містити системи амортизації та налаштовування під швидкість пересування. Існують протези нижніх кінцівок під керуванням мікропроцесорів, що підлаштовуються під потреби користувача — темп руху, ширину кроку, підйом або спуск сходами. Такі протези є доволі коштовними та залежними від електричного живлення, чутливі до перепадів температури та вологості тощо.
До категорії коштовних протезів відносяться і біонічні протези, що максимально наближені за своїми функціями та можливостями до природних функцій кінцівок. Штучна стопа, подібна до природної анатомічної, за потреби замінюється на спеціальну стопу, яку можна використовувати для занять спортом. Існує декілька видів протезів стоп[джерело?], які використовуються для лижного спорту, їзди на велосипеді, бігу і плавання.
За інформацією міністра соціальної політики Оксани Жолнович, станом на 20 листопада 2023 року кількість протезів нижніх кінцівок за місяць, що виробляються українськими підприємствами, становить близько 2 тисяч, а кількість підприємств, що виробляються протези, збільшилася до 80. Від початку повномасштабного вторгнення російських військ в Україну було протезовано понад 20 тисяч військових та цивільних.

## Види протезів нижніх кінцівок

### Косметичні протези нижніх кінцівок
Косметичні протези нижніх кінцівок надають можливість пересуватися, але не дозволяють бігати чи виконувати більш складні рухи. Такі протези виробляються із міцного пластику, зовнішня поверхня якого відтворює колір шкіри, іноді на них наносять малюнки, які зображають підшкірні кровоносні судини. Косметичні протези зазвичай не використовують при ампутаціях вище колінного суглоба, вони лише відтворюють зовнішній вигляд втраченої кінцівки.

### Функціональні протези нижніх кінцівок
Функціональні (біонічні) протези нижніх кінцівок призначені для часткової заміни функції відсутньої кінцівки. Такі протези раніше відтворювали зовнішній вигляд втраченої кінцівки. З розвитком толерантності суспільства та усвідомлення того, що відсутність кінцівки жодним чином не впливає на людські якості, а також із поширенням всесвітньої кампанії безбар'єрності, протези  нижніх кінцівок набули сучасного вигляду. У теперішній час протез у вигляді металевих та полімерних конструкцій вважається цілком прийнятним з точки зору естетики. Сучасні модульні протези нижніх кінцівок складаються з уніфікованих деталей, що замінюються в разі необхідності. Розміри та моделі визначаються та налаштовується відповідно до зросту, маси тіла, анатомічних пропорцій і рівня фізичної активності.

### Рівні мобільності
В Україні, згідно наказу Міністерства соціальної політики № 37, виокремлено п'ять ступенів функціональних можливостей осіб з особливими потребами (інвалідів, дітей-інвалідів, особи із порушенням функції нижніх кінцівок.). Ці ступені функціональних можливостей прийнято називати рівнями або ступенями мобільності. Перший з них — нульовий — не передбачає можливості протезування.
Ступені від 1-го по 4-й дають можливість протезування та соціальної адаптації людини, у залежності не лише від її фізичного стану, але й від мотивації до відновлення повноцінного життя. Рівень мобільності, бажання і потенційна можливість досягти вищого рівня є передумовою для визначення, який саме протез та з якими функціями можна встановити пацієнту. За наявними фізичними можливостями та за рівнем мотивації до соціальної адаптації визначається функціональність майбутнього протезу.

#### 1-й ступінь мобільності
означає, що людина може пересуватися на протезі з додатковою опорою у приміщенні. Такий ступінь функціональних можливостей свідчить про значні обмеження у мобільності.

#### 2-й ступінь мобільності
свідчить про помірні обмеження мобільності, означає, що людина може безперешкодно пересуватися у приміщенні та обмежено пересуватися поза приміщенням, повністю себе обслуговує, у тому числі й під час миття, а також здатна самостійно придбати необхідні продукти, відвідувати установи або культурні заходи.

#### 3-й ступінь мобільності
встановлюється людині, яка здатна необмежено пересуватися поза приміщенням у відкритому просторі без додаткової опори.

#### 4-й ступінь мобільності
означає, що людина здатна пересуватися, з особливо високими вимогами (заняття роботою, спортом, мисливством, рибальством тощо), без додаткової опори поза приміщенням.

### Рівні ампутації, види протезів, шарніри суглобів
Протези нижніх кінцівок розрізняються за рівнем ампутації: протези стоп, протези гомілки, стегнові та кульшові протези. Протези, окрім протеза стопи, можуть містити один або декілька шарнірів. які призначені відтворювати функцію ампутованого суглоба.
Найбільш важливим серед шарнірів є механізм колінного суглобу, який несе на собі велике динамічне навантаження. Функціональність та надійність конструкції механізму колінного суглоба визначає комфортне життя протезованої людини. Вагомим аспектом є позбавлення необхідності, у період між протезуваннями, займатися технічним обслуговуванням або ремонтом протеза. Колінні вузли, за потреби технічного обслуговування або ремонту, відправляють на підприємство-виробник.
Механізми із сучасних надлегких та міцних матеріалів та сплавів, що виготовляються в Україні, в шарнірах яких встановлені підшипники кочення, зазвичай безлюфтово та надійно функціонують від трьох років експлуатації.

## Протези суглобів – колінні та гомілковостопові вузли
Колінний вузол є найбільш складною частиною протезу нижньої кінцівки, позаяк має витримувати значні навантаження та надавати людині можливість займатися різними видами діяльності. Колінний вузол може бути одноосьовим або багатоосьовим, та надає не лише функцію згинання, забезпечуючи  легку ходу, але й високий рівень косметичності протеза. Це стосується і вузлів, конструкція яких повинна замінити гомілковостоповий суглоб. Потрібно звертати увагу на технічні характеристики суглобів, оскільки значна частина з них розрахована на втримання ваги до 125 кг. Люди з більшою масою тіла потребують виготовлення протезів із прийнятними для них технічними параметрами.
Колінний вузол є найскладнішою частиною протезу нижньої кінцівки. Сучасні механічні колінні вузли надають можливість відтворити ходьбу, вузол має згинатися та розгинатися таким чином, щоб протез, а отже і весь процес пересування, був керованим, безпечним та комфортним
Переважна більшість колінних вузлів, що використовуються для протезування, є механічними. Вони цілком придатні для створення максимально комфортних протезів нижніх кінцівок, забезпечують керованість, автоматичне розгинання, амортизацію та у поєднанні з спеціальними протезами для плавання дозволяють вести активний спосіб життя попри ампутацію.

## Групи (типи) колінних механізмів

### Моноцентричні шарнірні механізми
Найпростіші шарнірні механізми — замінники суглобів мають моноцентричну конструкцію та не відтворюють повною мірою кінематику втраченого суглоба, за винятком кульшового. Моноцентрична конструкція має перевагу у швидкості згинання/розгинання та у простоті виготовлення. Функціональність моноцентричного вузла збільшується додатковими механізмами - замковими фіксаторами, механічними або гідравлічними гальмами, пневматичними або гідравлічними демпферами ходу, зокрема з електронним керуванням ступеня демпфування.
Моноцентричні механізми найчастіше використовуються при виготовленні протезу для осіб з першим ступенем мобільності (якщо вузол має замковий пристрій) або з четвертим ступенем мобільності. Якщо людина спортивна і впевнено управляє своїм протезом, їй у цьому допомагає пневматика або гідравліка, зокрема з електронним керуванням. Такі протези збільшують динамічні можливості користувача. При потребі тривалого стояння доцільно використовувати фіксатор-замок суглоба, який компенсує не велику підкосостійкість (опір до неконтрольованого згинання) моноцентричного механізму.

### Поліцентричні шарнірні механізми
Поліцентричні механізми створені для повноцінного відтворення кінематики руху суглобу людини. Механізми цього типу мають високу підкосостійкість, забезпечують симетричність при ходьбі та природній вигляд при сидінні. Поліцентричні механізми використовуються при виготовленні протезів для людей, які мають 2-й, 3-й або 4-й ступені мобільності. Ці механізми виготовляються із використанням знань анатомії, біоніки та машинобудування, максимально комфортні при пересуванні людини без допоміжних пристроїв. Наявність пневматичного або гідравлічного демпфера ходу забезпечує високу комфортність ходьби. За наявності функції фіксатора механізму з'являється можливість примусово використовувати граничне замикання вузла, що додає відчуття комфортності та безпеки під час тривалого стояння.

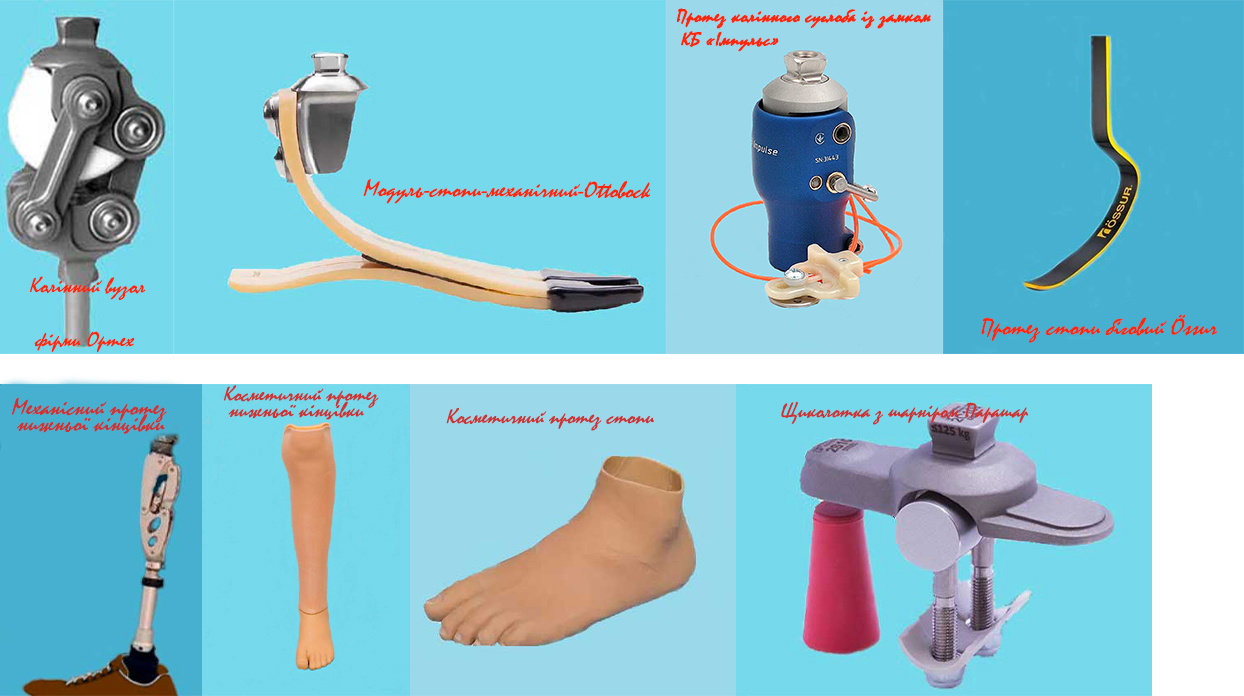
Види протезів нижніх кінцівок

## Вибір протезу, фізіологічні та психологічні аспекти протезування
Протезування є невеликим за часом, але важливим етапом реабілітації. Психологічна підготовка та підготовка кукси перед первинним протезуванням важлива, та має не менший вплив на результат, ніж навчання ходьбі після протезування. Професійна допомога при освоєнні протезу сприяє швидкій адаптації до необмеженого пересування поза приміщенням, у відкритому просторі та без додаткової опори.
Важливим фактором є конструкція приймальної гільзи (куксоприймача), це пов'язано із суттєвим тиском тіла на нижню частину кукси. Протез виготовляється таким чином, щоб якомога більше компенсувати тиск тіла на кикоть (куксу) і розподілити цей тиск таким чином, щоб максимально унеможливити травмування кукси під час використання протезу. Це запобігає повторному хірургічному втручанню та подальшій ампутації частини травмованої кукси. Індивідуальне призначення типу протеза з необхідними комплектуючими проводить досвідчений лікар на протезному підприємстві. Якість та функціональність приймальної гільзи та протезу в цілому залежить від рівня кваліфікації майстра — протезиста.
Протез не розкриє увесь свій потенціал, доки людина не налаштується на докладанні зусиль щодо своєї адаптації та не виявить бажання максимально відновити свою соціальну активність у обсягах, які передували ампутації. Протез є лише інструментом, який можна використати для цієї мети.
У разі наявності медичних показань для протезування, важливим фактором є вибір протезного підприємства зі стаціонаром, у якому провадитиметься первинне та повторні протезування, наявність лікарів-ортопедів і лікарів-реабілітологів, зони для відновлення (спеціалізованого залу з відповідною апаратурою, пристосуваннями та тренажерами). Вітчизняні клініки мають суттєву перевагу перед закордонними як у строках перебування пацієнтів, так і щодо можливості доступу та звертання до лікарів-реабілітологів у будь-який час. Методики реабілітації та оснащення реабілітаційних залів уніфіковані у більшості розвинених країн, отже на перший план виходить доступність та можливість отримувати консультаційну допомогу якнайшвидше.
На відновлення способу життя людини, яка втратила кінцівку, впливає багато факторів. Правильний вибір протезу і місця протезування — один із них. Сучасні протези як вітчизняного, так й іноземного походження, виготовляються із високоякісних матеріалів, мають чимало функцій, що покращують життя. Якщо закордонні вузли для колінних суглобів можуть комплектуватися пластиковими втулками, то вітчизняні виробники воліють використовувати підшипники, збільшуючи термін використання своїх виробів.[джерело?] Вузли імпортних протезів інколи відрізняються від вітчизняних розробок меншим гарантійним терміном експлуатації, оскільки система охорони здоров'я за кордоном іноді передбачає заміну певних вузлів або усього протезу щороку. В Україні заміна  протеза передбачена в термін до трьох років.

## Ремонтопридатність, взаємодія виробників, системи реабілітація та пацієнтів
Українська система соціальної допомоги передбачає можливість безоплатного отримання протезу. Українські підприємства пропонують сервісне обслуговування та заміну пошкоджених протезів та вузлів протягом доби від моменту звернення. Налагоджена система реагування на потреби пацієнтів, починаючи від звернення за лікарською та реабілітаційною допомогою на етапі виготовлення протезів, власне протезування та подальшої  реабілітації, а також сервісне обслуговування протезів та їхня заміна. Українська мережа реабілітаційних стаціонарів та лікарень відновного лікування, у взаємодії з виробниками протезів, надає можливість людям з обмеженими можливостями отримувати повний цикл обслуговування без необхідності виїзду за межі країни.
Вітчизняні виробники досягли рівня закордонних  аналогів протезів та вузлів. Українські виробники протезів налаштовані не лише на продаж своєї продукції, але й на співробітництво з реабілітаційними клініками, що надає змогу повернути пацієнтів до нормального життя. Процес реабілітації відбувається ефективно, якщо є зацікавлення і мотивація людини, яка користується протезом, від її бажання адаптуватися до нових умов життя. На сайті Міністерства соціальної політики України міститься інформація про забезпечення населення засобами реабілітації. Неповний перелік українських підприємств, які виробляють протези та комплектуючі до них, від жовтня 2023 року з'явився на сайті Державного інформаційно-обчислювального центру Міністерства соціальної політики, веб-ресурс містить опцію доповнення переліку виробників.